# Filozofie dějin
Filozofie dějin je oblast filozofického myšlení, která se snaží uspořádat dějinné procesy do jednoho celku a najít v nich celkový smysl, jímž chce kritizovat – anebo naopak legitimizovat – svoji současnost.

## Původ a vznik
Křesťanství převzalo biblickou myšlenku zaslíbení, že se Izrael nemusí spokojit s tím, že pouze brání nevyhnutelnému úpadku, jako to dělaly ostatní lidské kultury, ale že se může na budoucnost dokonce těšit. Tuto původně izraelskou myšlenku zaslíbení křesťanství rozšířilo do určitější představy Božího plánu s lidstvem, které má očekávat druhý příchod Kristův a konec světa (dějiny spásy). Toto očekávání vyjadřuje pozdně středověká apokalyptika a eschatologie, jak je chápalo například ještě české husitství
Když se středověká náboženská jednota rozpadla, s příchodem protestantské Teologie se mnozí začali zajímat o vzdělání ve víře a pro apologetiku, která patří mezi témata, jež požadují obecnou vzdělanost. S příchodem zkoumání a posunu vzdělání začali věřící zajímat i o vědu. Mezi takovéto lidi patří například Galileo nebo Blaise Pascal. Toto se později však obrátilo s rostoucím odporem proti křesťanství obecně kvůli teoriím, které též v určitých ohledech panovaly o křesťanství.  Normálně by taková témata byla důležitými debatami a nápady. Avšak Evropská kultura se snažila ohradit vůči víře nastavené katolickou církví. Proto se autoři jako Jean Bodin, Hugo Grotius a později Giambattista Vico se tedy snažili nahradit myšlenku dějin spásy úvahami o možném celkovém směřování a zaměření lidských dějin. V osvícenství 18. století se z ní stává myšlenka, že lidstvo není v procesu úpadku, ale pokouší se směřovat k vývoji.  

## Filozofie dějin
Vrcholnou filozofickou podobu dal tomuto úsilí G. W. F. Hegel: světové dějství je vývoj světového ducha, který si v člověku a v jeho reflexi uvědomuje sám sebe a dochází tak ke svému naplnění a ke „konci dějin“. V 19. století na to navázala celá řada myslitelů, kteří Hegela z různých stran kritizovali, nicméně chtěli jeho koncept nahradit lepším a úplnějším. Filozofie dějin 19. století byly většinou optimistické (například Auguste Comte, Karel Marx, Charles Darwin, Herbert Spencer) a spojovaly představu vývoje s více méně automatickým pokrokem.
Teprve po první světové válce se objevila v poraženém Německu filozofie dějin zásadně pesimistická (Oswald Spengler), kdežto v Británii se do těchto úvah pustili velmi erudovaní historici (Arnold Joseph Toynbee, Vere Gordon Childe, Robin George Collingwood a řada jiných). U nás se o filozofii českých, ale i světových dějin pokusil T. G. Masaryk, o kritičtější filozofii dějin se pokoušel Emanuel Rádl a soustavněji Jan Patočka.

## Kritika filozofie dějin
Totalitní hnutí 20. století různé dějinné koncepty vydatně propagandisticky využila: v nacismu to byla hlavně rasová teorie a sociální darwinismus, v komunismu Marxova a Engelsova filozofie dějin. Nejznámějším kritikem filozofie dějin byl anglický filozof Karl Raimund Popper, který přisoudil Hegelovi a jeho dějinné filozofii podstatný podíl viny na tomto zneužití. Tato kritika je patrně jednostranná, ale hlavně neruší naléhavost otázky po „smyslu dějin“. O tom svědčí živá diskuse na toto téma a dílo autorů jako Eugen Rosenstock-Huessy, Eric Voegelin nebo Friedrich Heer.